# Necronomicon
Necronomicon je smyšlený grimoár, jenž vystupuje v příbězích hororového spisovatele H. P. Lovecrafta. Poprvé se objevil roku 1924 v povídce The Hound. Údajný autor Necronomiconu, „šílený Arab“ Abdul Alhazred, byl zmíněn již předchozí rok v díle  Bezejmenné město (The Nameless City). Mohlo by se zdát, že kniha beze jména objevující se v povídce The Statement of Randolph Carter (1919) byl Necronomicon, ale S. T. Joshi upozorňuje, že text v této povídce byl napsán znaky, které Randolph Carter nikdy předtím neviděl, což neodpovídá žádnému známému popisu Necronomiconu, ani tomu arabskému, neboť Carter byl s arabštinou obeznámen. V knize se mimo jiné píše o Prastarcích, jejich historii a o tom, jak je lze přivolat.
Také jiní autoři jako August Derleth a Clark Ashton Smith se ve svých dílech na Necronomicon odvolávali. Lovecraft to schvaloval a měl za to, že tyto aluze pomohou vytvořit „ovzduší zlověstné pravděpodobnosti“. Mnoho čtenářů uvěřilo, že se jedná o skutečnou knihu, a žádali ji po knihkupcích a knihovnících. Vtipálci dílo zařadili na seznam vzácných knih a studenti propašovali lístek s Necronomiconem do lístkového katalogu knihovny Yaleovy univerzity.
Po Lovecraftově smrti se někteří vydavatelé rozhodli na poptávce po této fiktivní knize profitovat, a vyšlo tak mnoho knih nesoucích název Necronomicon.

## Historie Necronomiconu

### Původ
Není jasné, jak Lovecraft dospěl k názvu Necronomicon. Sám tvrdil, že ho napadl ve snu. Někteří jsou však toho názoru, že Lovecrafta v první řadě ovlivnila sbírka povídek The King in Yellow od Roberta W. Chamberse, kde se děj točí okolo tajemné a znepokojující hry v knižní podobě. Nezdá se však pravděpodobné, že by Lovecraft četl tuto knihu před rokem 1927.
Donald R. Burleson navrhoval, že se Lovecraft inspiroval u Nathaniela Hawthorna. Sám Lovecraft však poznamenal, že záhadné plesnivějící spisy byly jedním z typických prvků gotického románu.
Lovecraft píše, že název Necronomicon v překladu z řečtiny znamená „obraz zákona mrtvých“: nekros − νεκρός (mrtvý), nomos − νόμος (zákon), eikon − εικών (obraz). Znalec Lovecraftova díla S. T. Joshi uvádí, že Lovecraftova etymologie je „téměř zcela chybná. Zejména poslední část je chybně odvozena, protože -ikon je pouhý adjektivní sufix neuter a se slovem eikõn (obraz) nemá nic společného.“ Joshi název překládá jako „Kniha o mrtvých“ či „Kniha třídící mrtvé“.
Na otázky o autenticitě Necronomiconu Lovecraft vždy odpovídal, že Necronomicon je jeho výmyslem. V dopise adresovaném Willisovi Conoverovi svou typickou odpověď rozvinul: „K otázce „strašlivých a zakázaných knih“ musím podotknout, že většina z nich je zcela fiktivní. Abdul Alhazred ani Necronomicon nikdy neexistovali. Tato jména jsem si sám vymyslel. Robert Bloch si vymyslel knihu De Vermis Mysteriis od údajného autora Ludviga Prinna a Clark Ashton Smith zase Book of Eibon. Unaussprechlichen Kulten od Friedricha von Junzte má na svědomí Robert E. Howard. … Co se týká vážně míněných knih o temných, okultních a nadpřirozených tématech, popravdě za moc nestojí. Proto je větší zábava vymyslet si mytická díla jako Necronomicon a Book of Eibon“.
Pro smyšlený původ knihy mluví i to, že jméno údajného autora Abdul Alhazred není gramaticky správně utvořené arabské jméno. Jméno Abdul znamená „uctívač/otrok něčeho/někoho“. Stojící samo o sobě nedává moc smysl, protože Alhazred není příjmení tak, jak ho běžně chápeme, ale odkazuje k místu narození.

### Fiktivní historie
V roce 1927 sepsal Lovecraft stručnou pseudo-historii Necronomiconu s názvem A History of The Necronomicon, která vyšla až po jeho smrti v roce 1938. Historie umožnila dalším literátům být konzistentní s tím, jak s Necronomiconem zacházel sám Lovecraft. Podle něj se kniha původně jmenovala Al Azif, což je arabské slovo, které Lovecraft vykládal jako „noční zvuk (hmyzu), který byl pokládán za kvílení démonů“ (jeden z arabsko-anglických slovníků překládá azīf jako „kvílení (větru); zvláštní zvuk nebo hluk“).
Podle historie Necronomiconu byl Alhazred „pološílený Arab“, který uctíval lovecraftiánské entity Yog-Sothotha a Cthulhu. Pocházel z jemenského města Sanaa a navštívil ruiny Babylonu. Cestoval za podzemními tajemstvími Mennoferu a zkoumal i „Pustou končinu“ Arábie, kde pod Irem objevil bezejmenné město. V posledních letech svého života žil v Damašku, kde roku 738 před svou náhlou a záhadnou smrtí sepsal Al Azif.
Dále se pak Azif tajně rozšířil mezi řecké filosofy té doby. V roce 950 ho Theodorus Philetas, fiktivní učenec z Konstantinopole, přeložil do řečtiny pod názvem Necronomicon. Tato verze podnítila některé experimentátory k strašlivým pokusům, načež byla kniha v roce 1050 patriarchou Michaelem (skutečná historická postava) zakázána a spálena.
Po zákazu knihy se o ní mluvilo v tajnosti, až dokud ji Olaus Wormius nepřeložil z řečtiny do latiny. Lovecraft toto vydání datuje rokem 1228, ačkoliv skutečný dánský učenec Olaus Wormius žil v letech 1588 až 1624. Řecký i latinský text byly podle historie Necronomiconu zakázány papežem Řehořem IX. roku 1232, ale latinský text vyšel v 15. století v Německu a v 17. století ve Španělsku. Řecky byla kniha vydána v Itálii v první polovině 16. století.
Alžbětinský mág John Dee údajně Necronomicon přeložil (pravděpodobně do angličtiny), ale Lovecraft tvrdil, že tato verze nikdy nevyšla tiskem a dochovaly se z ní jen fragmenty. (Spojení Deea s Necronomiconem Lovecraftovi navrhl jeho přítel Frank Belknap Long.)
Podle Lovecrafta se arabská verze ztratila ještě před zákazem řeckého překladu roku 1050, ale zmiňuje také, že existují jisté slabé náznaky, že arabská verze se ve 20. století objevila v San Franciscu, ale byla zničena při požáru. Po řecké verzi nejsou žádné stopy od vypálení knihovny v Salemu roku 1692 (zjevný odkaz na salemské procesy s čarodějnicemi). (V povídce The Diary of Alonzo Typer najde Alonzo Typer onu nezvěstnou řeckou verzi.)

## Vzhled a obsah
Necronomicon je zmiňován v mnoha Lovecraftových povídkách a také v rozsáhlejších dílech V horách šílenství (At the Mountains of Madness) a Případ Charlese Dextera Warda (The Case of Charles Dexter Ward). Přes četné zmínky o knize nedává Lovecraft čtenáři moc tušit její vzhled a obsah. Napsal, že „kdyby se někdy někdo pokusil napsat Necronomicon, zklamalo by to všechny ty, kteří se třásli při záhadných zmínkách a něm.“
V Bezejmenném městě (1921) se objevuje rýmované dvojverší připisované Alhazredovi:
„Co ve věčnosti leží, mrtvé není,
v záhadě věků i smrt se ve smrt změní.“
Toto dvojverší se vyskytuje i v povídce Volání Cthulhu (The Call of Cthulhu) (1928), kde se o něm píše jako o citaci z Necronomiconu. Tento „velmi diskutovaný“ rým, jak ho Lovecraft nazývá v Bezejmenném městě, byl též citován jinými autory v jejich vlastních dílech, např. v The Burrowers Beneath od Briana Lumleyho, kde je k tomuto dvojverší přidán dlouhý odstavec.
Necronomicon je zřejmě velmi obsáhlý, jak se dozvídáme z popisu v povídce Hrůza v Dunwichi (The Dunwich Horror) (1929). V tomto příběhu navštíví Wilbur Whatley knihovnu Miskatonické univerzity, aby nahlédnul do „kompletní“ verze Necronomiconu a ověřil si zaklínadlo, které našel na 751. straně zděděného, ale neúplného svazku Necronomiconu v Deeově překladu, které měl doma.
Vzhled a rozměry Necronomiconu Lovecraft nikde podrobně neuvádí. Některá vydání jsou psána gotickým písmem. Jinak je často znázorňován jako kniha svázaná v různých kůžích s kováním. Kromě toho jsou některé výtisky „maskované“. Například v povídce Případ Charlese Dextera Warda (The Case of Charles Dexter Ward) (1941) si John Merrit vezme z domácí knihovny Josepha Curwena knihu Qanoon-e-Islam od a ke svému zděšení zjistí, že se ve skutečnosti jedná o Necronomicon.
Mnoho komerčních verzí Necronomiconu má jiný obsah, než který Lovecraft naznačil. Zejména The Simon Necronomicon kvůli tomu čelil ostré kritice.
Podle Lovecraftovy historie Necronomiconu mělo původní vydání pouze pět institucí na světě:
- Britské muzeum
- Francouzská národní knihovna
- Widenerova knihovna Harvardovy univerzity
- Univerzita v Buenos Aires
- Knihovna fiktivní Miskatonické univerzity ve fiktivním městě Arkham ve státě Massachusetts

Poslední jmenovaná má mít latinský překlad Olaua Wormia vytištěný v 17. století ve Španělsku.
Další výtisky měli dle Lovecrafta v držení soukromí majitelé. Jak už bylo řečeno, v Případu Charlese Dextera Warda vlastnil jeden exemplář Joseph Curwen. V povídce The Festival (1925) měli jeden výtisk v Kingsportu. Není známo, kde se nachází exemplář přečtený vypravěčem z Bezejmenného města (1924). Výtisk Necronomiconu se dostane také k hlavnímu hrdinovi povídky The Hound (1924).

## Údajné překlady a komerční vydání
Ačkoliv Lovecraft trval na tom, že Necronomicon je zcela smyšlený (a další spisovatelé si ve svých dílech úryvky z Necronomiconu též vymysleli), někteří uvěřili, že se jedná o skutečnou knihu. Lovecraft za svého života dostával dopisy od fanoušků, kteří se ptali na autenticitu Necronomiconu. Vtipálci občas zařadili Necronomicon do letáků knihkupectví a falešné záznamy do lístkových katalogů různých knihoven (kde se dal Necronomicon najít u jména A. Alhazred, což je autor knihy a její původní vlastník). Widenerova knihovna v Harvardu, která má podle Lovecrafta vlastnit Necronomicon, má u něj v katalogu napsanou poznámku, aby ho čtenáři žádali na pultu. Příběhy okolo Necronomiconu vypráví, že jde o neuvěřitelně mocnou a nebezpečnou knihu (takovou, kterou není radno nechat ležet v polici, odkud si ji může kdokoliv vzít a přečíst), je však možné, že tato poznámka v katalogu má mnohem prozaičtější důvod – některé (též vymyšlené) verze této knihy existují, a protože se knihy jako Necronomicon často kradou, může mít tato poznámka za účel pouze zabránit krádežím.
Univerzitní knihovna v norském městě Tromsø vede v katalogu překlad Necronomiconu vydaný roku 1994, který měl pořídit Petrus de Dacia, ale kniha je zapsána jako „nedostupná“.
V roce 1973 vydalo nakladatelství Owlswick Press Necronomicon napsaný nesrozumitelným vymyšleným jazykem duriac.“ Šlo o limitovanou edici o počtu 348 kusů.
Hranice mezi realitou a fikcí se ještě více setřela v 70. letech, když vyšla kniha označovaná za překlad „skutečného Necronomiconu“. Tato kniha od autora s pseudonymem Simon toho nemá s lovecraftiánským mýtem moc společného. Je založena na sumerské mytologii. Později se jí začalo říkat Simonův Necronomicon. V 80. letech se začal prodávat v papírové vazbě a od té doby stále vychází. Prodalo se ho více než 80 000 výtisků, což z něj dělá dosud nejpopulárnější vydání Necronomiconu. Marketingová strategie prodeje této knihy nebrala v potaz obsah knihy a soustředila se na spojení s Lovecraftem a odkazy na její magickou moc. Na přebalu se dočítáme, že je to „potenciálně nejnebezpečnější zakázaná kniha známá v Západním světě“. Poté vyšla v anglosaském prostředí ještě další tři vydání: The Necronomicon Spellbook, kniha pracující s 50 jmény Marduka, Dead Names: The Dark History of the Necronomicon, historie knihy samotné a okultní scény New Yorku v 70. letech a The Gates Of The Necronomicon, návod, jak pracovat se zaklínadly ze Simonova Necronomiconu.
Falešný Necronomicon v edici Georgea Haye vyšel roku 1978 a obsahoval úvod od badatele na poli paranormálních jevů a spisovatele Colina Wilsona. David Langford popisuje sestavení knihy pomocí počítačové analýzy objeveného zašifrovaného textu, jehož autorem byl mág John Dee. Výsledný „překlad“ napsal ve skutečnosti okultista Robert Turner, ale tato verze je každopádně věrnější lovecraftiánskému duchu než Simonův Necronomicon. Obsahuje dokonce citace z Lovecraftových příběhů.
Úspěch Simonova Necronomiconu rozpoutal diskuzi o skutečné existenci Necronomiconu a došlo to tak daleko, že roku 1998 byla vydána obsáhlá kniha The Necronomicon Files, která se snaží jednou provždy dokázat, že Necronomicon je čirá fikce. Dopodrobna se zaobírá jednotlivými známými Necronomicony, zejména pak Simonovým, ale i obskurnějšími vydáními. Rozšířené vydání vyšlo v roce 2003.
V roce 2004 vyšel v nakladatelství Llewellyn Worldwide Necronomicon, The Wanderings of Alhazred napsaný okultistou Donaldem Tysonem.Tysonův Necronomicon je obecně považován za nejbližší Lovecraftovým vizím. Tyson dal jasně najevo, že Necronomicon je fiktivní, ale stejně se jeho Necronomicon ocitl uprostřed jisté kontroverze. Tyson dále vydal knihu Alhazred – vyprávění o životě autora Necronomiconu.
Historické knihy mrtvých, jako například Egyptská kniha mrtvých nebo tibetská Bardo thodol jsou někdy označovány za opravdové necronomicony. Nelze je zaměňovat s Lovecraftovým Necronomiconem, protože jejich obsah mají číst a zapamatovat si zemřelí, ne živí, kteří chtějí přivolat smrt. Lovecraft se těmito knihami mohl inspirovat.

## Astrální Necronomicon
Britský okultista Kenneth Grant, žák britského mága Aleistera Crowleyho a hlava Typhonian Ordo Templi Orientis ve své knize The Magical Revival (1972) tvrdil, že mezi Lovecraftem a Crowleyem existovalo podvědomé spojení. Podle něj byli oba přitahováni stejnými okultními silami. Crowley prostřednictvím své magie a Lovecraft prostřednictvím svých snů, které inspirovaly jeho příběhy a Necronomicon. Grant měl za to, že Necronomicon existoval jako astrální kniha; byl součástí kroniky akáša, na kterou se lze napojit pomocí magických rituálů nebo ve snech. Tato Grantova představa o Lovecraftovi je hojně zastoupena v předmluvě k Simonovu Necronomiconu a podporoval ji i Donald Tyson. Lovecraft byl však zapřisáhlý materialista a pravděpodobně by ho tato představa rozlítila. Grantovo tvrzení, stejně jako jiná tvrzení založená na nadpřirozených důkazech, nelze potvrdit ani vyvrátit a přispělo ke zmatkům okolo Necronomiconu.

## Necrotelicomnicon
Ve fantasy knihách Terryho Pratchetta z cyklu Úžasná Zeměplocha existuje parodie pod názvem Necrotelicomnicon, který je v držení knihovny Neviditelné Univerzity ve městě Ankh-Morpork.

## Použitá literatura
- DE CAMP, Lyon Sprague. Literary Swordsmen and Sorcerers. [s.l.]: Arkham House Pub, 1976. Dostupné online. ISBN 0870540769.
- HARMS, Daniel; GONCE III, John. The Necronomicon Files: The Truth Behind The Legend. [s.l.]: The, Red Wheel/Weiser, 2003. ISBN 9781578632695.
- JOSHI, Sunand Tryambak. History of the Necronomicon. [s.l.]: Necronomicon Press, 1989. ISBN 9780318047157.
- JOSHI, Sunand Tryambak; SCHULTZ, David E. An H. P. Lovecraft Encyclopedia. [s.l.]: Hippocampus Press, 2004. ISBN 9780974878911.
- LIDDELL, H. G.; SCOTT, Robert. Abridged Greek-English Lexicon. [s.l.]: Abridged Greek-English Lexicon, 1935. Dostupné online. ISBN 9780199102075.
- LOUCKS, Donovan K. Quotes Regarding the Necronomicon from Lovecraft’s Letters. [s.l.]: [s.n.], 2004. dost. 6. prosinec 2009 Dostupné online.[nedostupný zdroj]
- LOVECRAFT, Howard Phillips. „The Hound“, Weird Tales. [s.l.]: [s.n.], 1924. dost. 6. prosinec 2009 Dostupné online.[nedostupný zdroj]
- LOVECRAFT, Howard Phillips. History of the Necronomicon. [s.l.]: Necronomicon Press, 1989. ISBN 9780318047157.
- LOVECRAFT, Howard Phillips. Selected Letters, V. [s.l.]: Arkham House Pub, 1976.
- OLD THEOBALD. „A Note About the Necronomicon“, Mythos Tomes. [s.l.]: [s.n.], 2008. Dostupné v archivu pořízeném dne 2015-09-13.
- OLD THEOBALD. „Review: The Simon Necronomicon“, Mythos Tomes. [s.l.]: [s.n.], 2006. Dostupné v archivu pořízeném dne 2015-09-13.
- OLD THEOBALD. „Review: Wildside/Owlswick Necronomicon“, Mythos Tomes. [s.l.]: [s.n.], 2007. Dostupné v archivu pořízeném dne 2015-09-13.
- ORNE, John. „Keys to Power beyond Reckoning: Mysteries of the Tyson Necronomicon“, Mythos Tomes. [s.l.]: [s.n.], 2008. Dostupné v archivu pořízeném dne 2015-09-13.
- PETERSEN, Sandy; WILLIS, Lynn. Call of Cthulhu. [s.l.]: Chaosium, 2005. Dostupné online. ISBN 9781568821818.
- WEHR, Hans; COWAN, J. M. Arabic-English Dictionary: The Hans Wehr Dictionary of Modern Written Arabic. [s.l.]: Spoken Language Services, 1993. Dostupné online. ISBN 9780879500030.